# Kazuya Minekura
Kazuya Minekura (jap. 峰倉 かずや, Minekura Kazuya; * 23. März 1975 in der Präfektur Kanagawa, Japan) ist eine japanische Manga-Zeichnerin.

## Leben
Weil sie nach Abschluss der Oberschule nicht auf die Universität gehen, aber auch nicht bereits einer richtigen Arbeit nachgehen wollte, nahm Minekura am zweiten Jahr der Oberschule an einem Manga-Wettbewerb teil und gewann diesen. Ihr Debüt als professionelle Comiczeichnerin veröffentlichte sie daraufhin 1993 mit dem ersten Kapitel der Boys-Love-Serie Brother im Manga-Magazin Comic Genki. Der Manga wurde später auch als Sammelband beim Rapport-Verlag herausgebracht. Mit Just!! begann sie 1994 im Magazin Chara eine weitere Serie über eine Beziehung zwischen homosexuellen Männern. Dasselbe Konzept nahm sie von 1999 bis 2000 mit Shiritsu Araiso Kōtō Gakkō Seitokai Shikkōbu wieder auf, ein zweibändiges Werk, das 2002 auch als Original Video Animation umgesetzt wurde.
Minekuras bislang größter Erfolg ist der Manga Saiyuki, eine Umsetzung des klassischen chinesischen Romans Die Reise nach Westen. An dieser Serie arbeitete sie von 1996 bis 2002 für Square Enix und dessen G-Fantasy-Magazin, danach wechselte sie den Verlag und führt die Geschichte seit 2002 im Magazin Zero-Sum unter dem Titel Saiyūki Reload fort. Der Manga wurde in zahlreiche Sprachen übersetzt, in Form zweier Anime-Fernsehserien umgesetzt und mehrfach als Merchandise verarbeitet. Die neun Sammelbände der ersten Manga-Serie verkauften sich über 4,5 Millionen Mal. Minekura erzählt in Saiyuki von einer Welt, in der plötzlich das friedliche Zusammenleben von Dämonen und Menschen gestört wird, als einige Dämonen anfangen, die Menschen anzugreifen. Die vier Protagonisten sollen in den Westen ziehen, um den Grund dafür herauszufinden. Durch das Bishōnen-Auftreten der Hauptfiguren ist der Manga in Japan vor allem bei Mädchen und jungen Frauen beliebt.
Die Figuren in Saiyuki haben jeweils eine dramatische Vergangenheit. Auf die Vergangenheit der Hauptfiguren geht die Zeichnerin in der 500 Jahre vor der Handlung der Hauptserie spielenden Serie Saiyūki Gaiden näher ein. 1999 für das Magazin G-Fantasy begonnen, erschien dieses Prequel zwischen 2002 und 2009 im Manga-Magazin Ward.
1999 begann die Zeichnerin die beiden Comics Stigma im Wings-Magazin und Bus Gamer im Stencil-Magazin, wobei Stigma, für Mangas untypisch, komplett in Farbe erschien. Seit 2001 zeichnet Minekura für Chara am Boys-Love-Manga Wild Adapter, der aus bislang sechs Sammelbänden besteht.
Bisher hat Kazuya Minekura acht Artbooks mit Illustrationen zu Saiyuki herausgebracht, drei in der Reihe Backgammon und fünf in der Reihe salty dog.

## Werke
- Brother, 1993–1994
- Just!!, 1994
- Saiyuki (最遊記, saiyūki), 1996–2002
- Shiritsu Araiso Kōtō Gakkō Seitokai Shikkōbu (私立荒磯高等学校生徒会執行部), 1999–2000
- Stigma (スティグマ, sutiguma), 1999–2000
- Saiyūki Gaiden (最遊記外伝), 1999–2000, 2002–2009
- Bus Gamer, 1999–2002
- Wild Adapter, seit 2001
- Saiyūki Reload (最遊記RELOAD), seit 2002
- Hachi no Su (蜂の巣), seit 2003